# Katja Seizinger
Katja Seizinger (n. 10 mai 1972, Datteln, Republica Federală Germania, Germania) este o schioare alpină ce a reprezentat Germania, medaliată olimpică. A participat la 3 ediții ale Jocurilor Olimpice (1992, 1994, 1998) în care a câștigat 3 medalii de aur și două medalii de bronz.